# Эммануэль, Морис
Мария Франсуа Морис Эммануэль (фр. Marie François Maurice Emmanuel ; 2 мая 1862 , Бар-сюр-Об, Шампань — Арденны — 14 декабря 1938, Париж) — французский музыковед
, музыкальный педагог, профессор Парижской консерватории, дирижёр и композитор.

## Биография
Музыке учился в Парижской консерватории у Теодора Дюбуа (гармония), Лео Делиба (композиция) и Луи-Альбера Бурго-Дюкудре (история музыки). Посещал лекции по классической филологии и истории искусств в Сорбонне.
С 1904 по 1907 год был дирижёром в церкви Святой Клотильды. С 1909 до 1936 года — профессор кафедры истории музыки в Парижской консерватории.
М. Эммануэль создал три оперы, две симфонии и симфоническую поэму, французскую сюиту, увертюру, камерную музыку и ряд вокальных произведений. Ему принадлежит также пантомима «Pierrot peintre».
М. Эммануэль — автор «Истории музыкальной речи» (Histoire de la langue musicale, 2 тт.), написанной в манере «объективизма», критических работ о Дебюсси и С. Франке.